# روبن توریبیو دیاس
روبن توریبیو دیاس (اسپانیایی: Rubén Toribio Díaz‎؛ زادهٔ ۱۷ آوریل ۱۹۵۲) بازیکن فوتبال اهل پرو بود.
از باشگاه‌هایی که در آن بازی کرده‌است می‌توان به باشگاه فوتبال اونیورسیتاریو ده دپورتس، باشگاه فوتبال دپورتیوو مونیسیپال، و باشگاه فوتبال اسپورتینگ کریستال اشاره کرد.
او همچنین در تیم ملی فوتبال پرو بازی کرده‌است.